# غراسي هيومايتا
غراسي هيومايتا (بالبرتغالية: Gracie Humaitá‏) أكاديمية غراسي جيو جيتسو (بالبرتغالية: Academia Gracie de Jiu-Jitsu‏) هي أكاديمية للجيو جيتسو البرازيلية في شارع هوميتا، في بوتافوغو، ريو دي جانيرو، البرازيل، أسسها هيليو غراسي. تقدم الأكاديمية دروسًا في غراسي جيو جيتسو.

## وصلات خارجية
- Academia Gracie de Jiu Jitsu
- Gracie Humaita (Association Website)
- Gracie Humaitá MARanking profile Statistics and BJJ (GI) main titles since 2004